# Mikeleponi
Mikeleponi (in georgiano მიქელეფონი?) è un centro abitato della Georgia.